# OsakaPrix 全国クラシックバレエ・コンペティション
OsakaPrix 全国クラシックバレエ・コンペティション（OsakaPrix＝オオサカプリ）は、優れたバレエの踊り手を決める大会である。産経新聞社主催、大阪府教育委員会など後援。

## 概要
大会は毎年2月と3月、小学3年生以上のバレエダンサーが出場。年齢別に分かれ、ジュニア3部（小学3年～小学5年）、ジュニア2部（小学6年～中学1年）、ジュニア1部（中学2年～高校3年）、シニアの部（高校卒業相当以上）の各部門で入選・入賞を競う。予選、準決選、決選の順に行われ、日本バレエ協会会長も審査にあたる。
最高得点者の「最優秀賞」とともに、指導者にも「最優秀指導者賞」が贈られるほか、小学生に「ベストダンサー賞」や、スカラシップも贈呈される。
共催は産経新聞開発。